# 双城漫画家
双城是指明尼阿波利斯、圣保罗以及拉姆齐县和亨内平县周边的镇的主要河边大都市区。近年来，双城已成为蓬勃发展的漫画场景的所在地，在美国常驻漫画家数量排名前十。明尼阿波利斯艺术与设计学院的所在地——美国第一所也是唯一一所提供漫画书学士学位和硕士学位的学校之一（例如；“BFA：漫画艺术”）-可能是一个促成因素。（见：MCAD）然而，像明尼阿波利斯出生的查尔斯·舒尔茨这样的流行漫画家在全球的成功。舒尔茨一定铺平了道路。

## 艺术家列表
不再居住在双城的艺术家因其最著名的作品而闻名。许多艺术家搬到了这个地区。双城著名的漫画家和漫画家，以及他们的成就，包括：
- 安迪辛格 -安迪辛格社会政治漫画，自行车倡导者。[3]
- 肯 阿维多尔 - 道路杀伤法案和社论漫画家。[4]
- 特里 比蒂 - DC漫画的许多《蝙蝠侠：动画系列》衍生作品的艺术家[5]MCAD漫画系兼职教师。
- 大阁楼- 赞德坎农和凯文坎农的漫画书公司（没有关系）[6]
- 尼尔·盖曼——《沙人》的创作者和DC漫画的作家。
- 彼得格罗斯- DC漫画、眩晕漫画的艺术家，著名的标题：路西法、魔法书籍、未写。[7]
- 萨姆 希蒂- 埃里克基金会蒂姆伯斯奖得主。
- 克里斯托弗 琼斯 - 作家、插画家DC漫画、映像漫画公司、Caliber漫画等。明尼阿波利斯科幻大会CONvergence的联合创始人。[8]
- 丹 尤根斯- DC漫画的作家/笔手。值得注意的标题：超人、铁拳侠和雷神。[9]
- 道格 马恩克 - DC，黑马。
- 戈登 珀塞尔 - 《星际迷航》漫画改编。
- 史蒂夫萨克 - 编辑和政治漫画家。
- 扎克萨利-萨米老鼠和埃里克基金会奖获得者，MCAD漫画部访问艺术家学院。
- 查尔斯·舒尔茨——《花生》的创造者
- 迈克托夫特- 大脑食物
- 里德沃勒 - 流行成人连环画《猫舞者奥马哈》的创作者。
- 凯特沃利 - 《猫舞者奥马哈》的主要作家，Wimmen's Comix的热门撰稿人[10]
- 克里斯蒙罗 - 连环漫画《Violet Days》的创作者。之前是漫画《看不见的栅栏》的作者。儿童书籍作者。

## 花生人物雕塑项目
双城是一个著名的户外雕塑项目的所在地，以查尔斯·舒尔茨的角色为特色。舒尔茨的《花生》连环漫画。在明尼阿波利斯和圣保罗，人们可以找到史努比、查理·布朗、露西、糊涂塌客等人的艺术变化。第一个这样的项目叫做《查理·布朗》，以查理·布朗这个角色的三维复制品为特色，摆出一个快乐的姿势，由双城的各个居民绘制。脱衣舞中的其他角色很快就紧随其后。